# ヴァルデイル・ヴィエイラ
バドゥ（ポルトガル語: Badú）ことヴァルデイル・ヴィエイラ（ポルトガル語: Valdeir Vieira, 1944年7月11日 - ）は、ブラジル・サンパウロ州出身の元サッカー選手、サッカー指導者。

## 経歴
ブラジル・サンパウロ州の出身。現役時代はセントラル・エスパニョールFCなどでプレー。引退後、1970年後半にドイツ体育大学ケルンで祖母井秀隆などと共に指導理論を学んだ。
1997年、イラン代表を率いて1998 FIFAワールドカップ・アジア予選を戦い、アジア第3代表決定戦で日本代表に敗れたが、AFC-OFCプレーオフでオーストラリア代表に勝利して、イラン代表をW杯出場に導いた。
2001年7月からクウェート・プレミアリーグのアル・アラビ・クウェートの監督に就任。2001-2002シーズン優勝に導く。2002-2003シーズン終了後に退団したが、2005年11月から再び指揮を取り、2006年のエミールカップを獲得（クラブとしては前年に続き2連覇）。同クラブを率いてAFCチャンピオンズリーグ2006にも出場した。
2006年6月、長野エルザサッカークラブ（現：AC長野パルセイロ）の監督に就任し、2009年シーズンまで指揮を執った。
2013年に監督を務めたヨルダンのアル・ラムサSCではAFCカップ2013に出場した。
2013年12月、京都サンガF.C.の監督に就任。それまでファミリーネームの「ビエイラ」「ヴィエイラ」と呼ばれることが多かったが、京都では小さい頃からのニックネームでもあった「バドゥ」を氏名表記として用いることになった。
2014年6月、成績不振により京都の監督を解任された。

## 所属クラブ
- 1958年 - 1963年  Tupi Paulista
- 1963年 - 1965年  ドラセナFC（ポルトガル語版）
- 1966年  CE Aymore G.E.R Passo Fundo
- 1966年 - 1967年  セントラル・エスパニョールFC
- 1967年  サークル・ブルッヘ
- 1967年 - 1968年  ヒバーニアンズFC
- 1968年 - 1970年  CCシグ（フランス語版）

## 指導歴
- 1987年 - 1988年  カラカスFC
- 1989年 - 1990年  デポルティーボ・イタリア
- 1991年 - 1992年  ブルメナウEC（ポルトガル語版）
- 1992年 - 1994年  ブルスケFC
- 1994年 - 1996年  LDアラフエレンセ
- 1996年4月 - 1997年1月  コスタリカ代表
- 1997年10月 - 1998年2月  イラン代表
- 1998年3月 - 1999年7月  オマーン代表
- 1999年  アル・タエー
- 2000年  アル・ハリージュ
- 2000年  ラジャ・カサブランカ
- 2000年 - 2001年  デポルティーボ・サプリサ
- 2001年7月 - 2003年8月  アル・アラビ・クウェート
- 2003年 - 2005年  ドファール・クラブ
- 2005年11月 - 2006年6月  アル・アラビ・クウェート
- 2006年7月 - 2009年12月  長野エルザサッカークラブ / AC長野パルセイロ
- 2010年 - 2013年  アル・バーレーンSC（英語版）
- 2013年  アル・ラムサSC（英語版）
- 2014年 - 2014年6月  京都サンガF.C.

## タイトル

### 指導者
カラカスFC
- コパ・ベネゼーラ（スペイン語版） : 1987[1]

LDアラフエレンセ
- プリメーラ・ディビシオン : 1996-97[1]

アル・アラビ・クウェート
- クウェート・プレミアリーグ : 2001-02[1]
- アル・クラフィ・カップ（英語版） : 2001-02
- ガルフ・クラブ・チャンピオンズカップ : 2003[1]
- エミールカップ : 2006[1]

AC長野パルセイロ
- 北信越フットボールリーグ1部 : 2008
- 全国社会人サッカー選手権大会 : 2008